# Martin Choroba
Martin Choroba (* 1961 in Göttingen) ist ein deutscher Filmproduzent und Medienmanager.

## Leben
Der studierte Kommunikationswissenschaftler und Ethnologe produzierte seine ersten Filme in Zusammenarbeit mit der Westallgäuer Filmproduktion und später mit der von ihm gegründeten Syndikat-Film. Hier führte er auch Regie bzw. schrieb Drehbücher, darunter sein erstes Fernsehspiel „Schmerz – Chronik einer Krankheit“ mit Günter Lamprecht in der Hauptrolle, ausgezeichnet auf der Medicinale in Parma 1992 sowie nominiert auf dem John Muir Festival in Los Angeles 1992. Nach seinem Studium an der Georg-August-Universität in Göttingen wechselte er nach Stuttgart und absolvierte dort beim damaligen Süddeutschen Rundfunk (SDR) ein Volontariat. Anschließend arbeitete er im Bereich der Dramaturgie des Fernsehspiels und war danach bis 1994 als verantwortlicher Kulturkorrespondent in Stuttgart für das Landesprogramm von SDR und Südwestrundfunk (SWR) zuständig.
1994 wechselte er zur Tellux-Film nach München, um dort die Geschäftsführung zu übernehmen. Es folgten weitere Geschäftsführungen innerhalb der Tellux-Gruppe in Österreich, Luxemburg und Deutschland, unter anderem bei der Provobis. 2002 wurde er in den Vorstand der Tellux-Beteiligungsgesellschaft mbH berufen, in der er schließlich die Leitung übernahm. In seiner Funktion als Produzent verantwortete er zudem zahlreiche preisgekrönte Fernsehprogramme und Filme. Zur Tellux-Beteiligungsgesellschaft mbH gehören 20 Tochterfirmen mit dem Kerngeschäft Produktion, darunter die Tellux next, deren Geschäftsführer Martin Choroba ebenfalls ist, und die seit 2015 den digitalen Geschäftsbereich der Unternehmensgruppe betreut. Darüber hinaus hält die Tellux-Gruppe auch Beteiligungen an einem Fernseh- sowie an einem Hörfunksender.
Martin Choroba war außerdem Aufsichtsrat der Allgemeinen Programmproduktion (apg), die auch die Plattform katholisch.de betrieben hat. Er ist seit 2015 Vorsitzender des Bundes Katholischer Unternehmer (BKU) in München sowie Mitglied des Geschäftsführenden Ausschusses des Landeskomitees der Katholiken in Bayern. Des Weiteren war er Mit-Initiator der Leipziger Erklärung 2009 zur Gründung des Hochschulfernsehens in Deutschland und lehrte als Dozent für einige Semester an der Ludwig-Maximilians-Universität (LMU) in München und der Universität Leipzig im Bereich Kommunikationswissenschaften. Außerdem ist er Initiator des internationalen Fritz-Gerlich-Preises auf dem Filmfest in München. Martin Choroba war Jurypräsident des Signis-Preises auf dem Fernsehfestival in Monte Carlo sowie auf dem Fernsehfestival Prix Italia in Turin 2013. In seiner bisherigen beruflichen Laufbahn arbeitete u. a. er mit namhaften Regisseuren wie Volker Schlöndorff, Werner Herzog, der italienischen Regisseurin Liliana Cavani oder dem kanadisch-amerikanischen Regisseur Christian Duguay zusammen.

## Filmografie (Auswahl)
- 1999: Schwarz greift ein (3. Staffel)
- 1999: 2000 Jahre Christentum (Fernsehserie)
- 2000: Aeon – Countdown im All (Miniserie)
- 2005: Mozart - Ich hätte München eine Ehre gemacht
- 2005: Tatort: Nur ein Spiel
- 2008: Tatort: Häschen in der Grube
- 2009: Hitler vor Gericht
- 2010: Augustinus (Koproduzent)
- 2010: Pius XII.
- 2011: Der Kardinal
- 2011: CHI RHO (Serie)
- 2011: Das Meer am Morgen (Koproduzent)
- 2011: Konterrevolution – Der Kapp-Lüttwitz-Putsch 1920
- 2012: Ihr Name war Maria
- 2012: Was machen Frauen morgens um halb vier?
- 2012: Die Reichsgründung
- 2014: Weihnachten für Einsteiger
- 2014: Toleranz
- 2015: Im Spinnwebhaus
- 2015: Die Konfirmation
- 2015: Sein Name war Franziskus
- 2015: Tatort: Einmal wirklich sterben
- 2016: Die Diva, Thailand und wir!
- 2017: Rübezahls Schatz
- 2017: Katharina Luther
- 2017: Verliebt in Amsterdam
- 2017: Dschermeni (Serie)
- 2017: Der namenlose Tag
- 2018: Tatort: Tiere der Großstadt
- 2018: Tatort: Wir kriegen euch alle
- 2018: Krügers Odyssee
- 2019: Stenzels Bescherung
- 2021: Tatort: Flash
- 2023: Tatort: Hackl